# Мурильо, Оскар
О́скар Фабиа́н Мури́льо Мури́льо (исп. Oscar Fabián Murillo Murillo; род. 18 апреля 1988, Армения) — колумбийский футболист, защитник, клуба «Пачука» и сборной Колумбии. Участник чемпионата мира 2018 года.

## Клубная карьера
Мурильо начал карьеру в системе аргентинской «Боки Хуниорс». В 2007 году он вернулся на родину и выступал за клуб второго дивизиона «Сентаурос Вильявисенсио». По окончании сезона Оскар перешёл в клуб «Депортес Киндио» из своего родного города. 15 февраля 2009 года в матче против «Мильонариос» он дебютировал в Кубке Мустанга. 19 марта в поединке против «Реал Картахена» Мурильо забил свой первый гол за «Киндио». В 2010 году он на правах аренды перешёл в американский «Колорадо Рэпидз», но не смог дебютировать за команду и вернулся обратно. Летом 2011 года Оскар перешёл в «Депортиво Перейру». 29 августа в матче против «Ла Экидад» он дебютировал за новую команду.
В начале 2012 года Мурильо перешёл в «Атлетико Насьональ». 19 февраля в матче против «Мильонариос» он дебютировал за новый клуб. В этом же поединке Оскар сделал «дубль», забив свои первые голы за клуб. В составе «Атлетико» он четыре раза стал чемпионом Колумбии и дважды выиграл Кубок.
В начале 2016 года Мурильо перешёл в мексиканскую «Пачуку». 9 января в матче против «Тихуаны» он дебютировал в мексиканской Примере, заменив во втором тайме Франко Хару. 5 февраля 2017 года в поединке против УНАМ Пумас Оскар забил свой первый гол за «Пачуку». В том же году Мурильо помог «Пачуке» выиграть Лигу чемпионов КОНКАКАФ.

## Международная карьера
24 марта 2016 года в матче отборочного турнира Чемпионата мира 2018 против сборных Боливии Мурильо дебютировал за сборную Колумбии.
В 2018 году в Мурильо принял участие в чемпионате мира 2018 года в России. На турнире он сыграл в матче против команды Японии.
В 2021 году Мурильо в составе сборной принял участие в Кубке Америки в Бразилии. На турнире он сыграл в матчах против команд Эквадора, Бразилии и Перу. 

## Достижения
Клубные
«Атлетико Насьональ»
- Чемпионат Колумбии по футболу — Апертура 2013, Финалисасьон 2013, Апертура 20114
- Обладатель Кубка Колумбии — 2012, 2013

«Пачука»
- Победитель Лиги чемпионов КОНКАКАФ — 2016/2017

Международные
Колумбия
- Бронзовый призёр Кубка Америки: 2021